# Diploma de estudios en lengua francesa

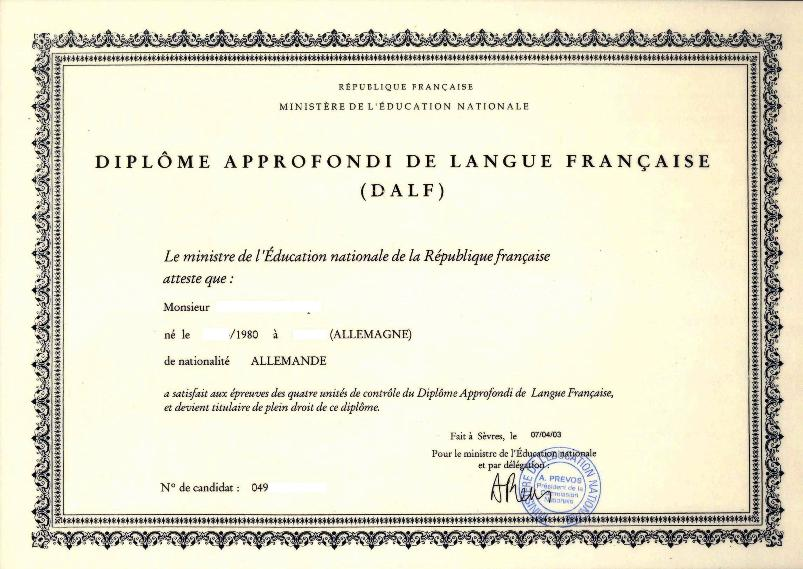
DALF entregado por la Academia Francesa.

El Diploma de estudios en lengua francesa o DELF (Diplôme d'études en langue française) es un certificado que expide el Ministerio de Educación Nacional de Francia y que acredita el nivel en la lengua francesa de candidatos extranjeros de países no francófonos.
Está compuesto por 4 diplomas independientes correspondientes a los 4 primeros niveles del Marco Común Europeo de Referencia para las lenguas (MCER): DELF A1, DELF A2, DELF B1 y DELF B2.
Los otros 2 diplomas de nivel avanzado que completan los 6 niveles de conocimiento de este idioma son certificados a través del Diploma avanzado de lengua francesa o DALF (Diplôme approfondi de langue française): DALF C1 y DALF C2.

## Los centros de francés
Todos los centros de enseñanza del idioma francés en Francia están listados en el Gran Directorio publicado en línea por la Agencia de Promoción del francés lengua extranjera en la siguiente web: http://www.fle.fr

## Exámenes

### DELF A1
En este nivel lo que se busca es evaluar las competencias iniciales del alumno. Es un nivel que se lo denomina "de descubrimiento", ya que es el más elemental.
El alumno de este nivel es capaz de comprender y utilizar expresiones cotidianas de uso muy frecuente, así como, frases sencillas destinadas a satisfacer necesidades de tipo inmediato. Puede presentarse a sí mismo y a otros, pedir y dar información personal básica sobre su domicilio, sus pertenencias y las personas que conoce. Puede relacionarse de forma elemental siempre que su interlocutor hable despacio y con claridad y esté dispuesto a cooperar.

### DELF A2
Siguiendo la perspectiva del A1, este otro nivel profundiza un poco más los conocimientos elementales del estudiante. Tanto en esta instancia como en la anterior el estudiante es capaz de realizar tareas sencillas de la vida cotidiana.
Es capaz de comprender frases y expresiones de uso frecuente relacionadas con áreas de experiencia que le son especialmente relevantes (información básica sobre sí mismo y su familia, compras, lugares de interés, ocupaciones, etc.). Sabe comunicarse a la hora de llevar a cabo tareas simples y cotidianas que no requieran más que intercambios sencillos y directos de información sobre cuestiones que le son conocidas o habituales. Sabe describir en términos sencillos aspectos de su pasado y su entorno, así como cuestiones relacionadas con sus necesidades inmediatas.

### DELF B1
El cambio del A2 al B1 es un verdadero salto. Ahora, el alumno ya es mucho más independiente: puede iniciar y mantener una discusión y escribir correctamente, es decir, utilizando las fórmulas apropiadas. Puede, por otra parte, desenvolverse con más soltura en una situación inesperada de la vida cotidiana.
El alumno de este nivel es capaz de comprender los puntos principales de textos claros y en lengua estándar si tratan sobre cuestiones que le son conocidas, ya sea en situaciones de trabajo, de estudio o de ocio. Sabe desenvolverse en la mayor parte de las situaciones que pueden surgir durante un viaje por zonas donde se utiliza la lengua. Es capaz de producir textos sencillos y coherentes sobre temas que le son familiares o en los que tiene un interés personal. Puede describir experiencias, acontecimientos, deseos y aspiraciones, así como justificar brevemente sus opiniones o explicar sus planes.

### DELF B2
Es el último examen en el marco de los DELFs. El estudiante tiene una independencia mucho mayor, que le permite argumentar, sostener una idea o desarrollar un planteamiento. El alumno también es capaz de corregir sus propios errores.
Este alumno es capaz de entender las ideas principales de textos complejos que traten de temas tanto concretos como abstractos, incluso si son de carácter técnico, siempre que estén dentro de su campo de especialización. Puede relacionarse con hablantes nativos con un grado suficiente de fluidez y naturalidad, de modo que la comunicación se realice sin esfuerzo por parte de los interlocutores. Puede producir textos claros y detallados sobre temas diversos, así como defender un punto de vista sobre temas generales, indicando los pros y los contras de las distintas opciones.